# 陳翔龍
陳翔龍（？—？），字处晦，四川叙州府富顺县人，明朝政治人物。

## 生平
翔龍中萬曆二十五年（1597年）丁酉科四川乡试举人，二十九年（1601年）登辛丑科進士，歴翰林院检讨，四十年四月任湖廣布政司分巡湖北道參議。

## 家族
父陈唐，隆慶丁卯舉人。